# In den Wind gepfiffen
In den Wind gepfiffen (Originaltitel: Whistle Down the Wind, weiterer deutscher Titel: ... woher der Wind weht) ist ein britischer Film des Regisseurs Bryan Forbes aus dem Jahr 1961. Er ist die Verfilmung der gleichnamigen Novelle von Mary Hayley Bell, deren Tochter Hayley Mills eine der Hauptrollen in dem Film spielt.

## Handlung
Die Farmerstochter Kathy Bostock lebt mit ihrem Vater und ihrer Stiefmutter, ihrer jüngeren Schwester Nan und ihrem kleinen Bruder Charlie um 1960 in einer ländlichen Gemeinde in Lancashire. Die Heilsarmee gehört zum alltäglichen Straßenbild des Ortes und auch der christliche „Sonntagsunterricht“ ist fester und prägender Bestandteil im Leben der Kinder. Die Kinder beobachten heimlich wie Eddie, der schlichte Knecht der Bostocks, einen Sack in einen Teich wirft. Der Sack wird durch die Kinder geborgen, die darin befindlichen Katzenbabys gerettet und in der Scheune der Bostocks untergebracht. Als Kathy nachts zur Scheune zurückkehrt, um nachzusehen, ob die Kätzchen in Sicherheit sind, entdeckt sie dort einen bärtigen Mann, der sich in der Scheune versteckt hält. Auf die erschrockene Frage, wer er denn sei, sinkt der offenbar geschwächte Mann mit dem Ausruf „Jesus Christus“ ohnmächtig zusammen. Kathy kehrt zur Farm zurück und erzählt ihrer Schwester Nan, dass Jesus in ihrer Scheune schlafe.
Am folgenden Morgen gehen Kathy und Nan zur Scheune und bringen dem Fremden Essen und Trinken. Ihr Bruder Charlie findet sie dort. Die drei Kinder kommen überein, die Anwesenheit des Mannes geheim zu halten, bis er ihnen sagt, was sie tun sollen.
Die Kinder kehren am Folgetag zur Scheune zurück und finden den Fremden wach, aber offensichtlich kränklich, vor. Sie versichern ihm, dass sie niemandem von seinem Aufenthaltsort erzählt haben.
Der bärtige Mann ist in Wirklichkeit ein entflohener Mörder, der von der örtlichen Polizei gesucht wird.
Da der kleine Charlie entgegen der Absprache doch das Geheimnis verrät, wollen nun weitere Kinder der Schule Jesus treffen. Zwölf Kinder gehen in die Scheune und der Fremde liest ihnen aus einer Zeitung vor. Kathy gibt ihm daraufhin ein Bild von Jesus, woraufhin er erst jetzt begreift, warum die Kinder so viel Ehrfurcht vor ihm haben.
Auf dem Spielplatz zwingt ein örtlicher Bengel eines der Jungen, ihm sein Geheimnis zu verraten. Ungläubig lässt er den Jungen dreimal leugnen, dass er tatsächlich Jesus Christus gesehen hat.
Charlie geht in die Scheune und stellt fest, dass das Kätzchen, das er dem Fremden anvertraut hatte, gestorben ist. Wütend darüber, dass „Jesus“ sein Haustier hat sterben lassen, beschließt er, dass er nicht wirklich Jesus sein kann, sondern doch nur ein normaler Mensch sein muss.
Eine schnell wachsende Gruppe Dutzender eingeweihter Kinder wartet darauf Jesus zu treffen.
Am nächsten Tag, als Charlie mit seinen Freunden seinen Geburtstag feiert, verrät Nan ihrem Vater versehentlich, dass „Jesus“ in ihrer Scheune wohnt.
Der Bauer verschließt schnell die Scheune und die Polizei wird gerufen. Kathy, überzeugt, dass sie Jesus im Stich gelassen hat, schafft es, die Rückseite der Scheune zu erreichen und hat durch ein kleines Fenster genug Zeit, dem Fremden zu sagen, dass sie ihn nicht verraten hat. Der Mann stellt sich der Polizei, gerade als viele Kinder auf den Hof kommen, um ihn zu sehen. Sie alle schauen zu, wie er verhaftet und in Handschellen abgeführt wird.
Nachdem er weggebracht wurde und die Menge sich auflöst, kommen zwei kleine Kinder auf Kathy zu und bitten sie, Jesus zu sehen. Sie sagt ihnen, dass sie ihn diesmal verpasst haben, aber er würde eines Tages zurückkommen.

## Allegorien
Der unschuldige Gottesglaube der Kinder ist das prägende Element des Filmes. Viele der Geschehnisse sind allegorisch geprägt und weisen Parallelen zu Bibelstellen des Neuen Testaments auf. In einer Szene wird ein Kind verspottet und geschlagen, damit es leugnet, Jesus gesehen zu haben (stellvertretend für die Verleugnung des Petrus im Lukasevangelium).
Die Melodie We Three Kings verweist parabelhaft auf die Heiligen drei Könige, denen eine Gruppe von Landkindern – die Hirten – folgen. Zum frühen Kern der Eingeweihten gehören exakt zwölf Kinder, eine Anspielung auf die zwölf Jünger Jesu. Das Geheimnis kommt am Ende bei einer Kinderparty zum Vorschein, eine Allegorie zum Verrat beim letzten Abendmahl Jesu.
Als der Fremde festgenommen wird, wird er von der Polizei durchsucht. Seine seitlich ausgestreckten Arme verweisen auf die Kreuzigung Jesu.

## Musik
Ein großer Teil des Charmes des Films liegt in der von Malcolm Arnold komponierten Filmmusik, die ein Arrangement des traditionellen Weihnachtsliedes We Three Kings enthält.

## Produktion
Der Roman wurde 1959 veröffentlicht und in ein Theaterstück umgeschrieben. Die Filmrechte wurden von Bryan Forbes und Richard Attenborough erworben.
Alan Bates spielte in seiner ersten Hauptrolle in einem Film den Mann in der Scheune. Einheimische Schulkinder aus den Dörfern um Burnley und Clitheroe in Lancashire wurden als Statisten eingesetzt; Kinder der Chatburn Primary School spielten die „Jünger“.

## Veröffentlichungen
Die Weltpremiere des Films fand am 20. Juli 1961 auf dem Odeon Leicester Square statt.
Der Film wurde nach seiner Erstveröffentlichung positiv besprochen und von der New York Times gelobt.
In Deutschland wurde der Film am 4. April 1969 in synchronisierter Fassung unter dem TV-Titel In den Wind gepfiffen im ZDF erstaufgeführt. Der Film lief nicht in deutschen Kinos. 2004 wurde der Film bei Premiere Nostalgie (heute: Sky cinema classics) gezeigt. Eine DVD mit deutscher Tonspur ist nicht erhältlich.

### Synchronisation
Die Synchronisation erfolgte im Jahre 1968. Das Dialogbuch schrieb Ursula Zell, die Dialogregie schieb Helmut Harun.
| Darsteller        | Sprecher                 | Rolle                |
| ----------------- | ------------------------ | -------------------- |
| Bernard Lee       | Klaus W. Krause          | Bostock              |
| Patricia Heneghan | Rosemarie Fendel         | Botin der Heilsarmee |
| Hayley Mills      | Susanne Uhlen            | Cathy Bostock        |
| Alan Bates        | Eberhard Mondry          | Der Fremde           |
| Gerald Sim        | Hannes Gromball          | Det. Wilcox          |
| John Arnatt       | Thomas Reiner            | Det.-Supt. Teasdale  |
| Norman Bird       | Hans Jürgen Diedrich     | Eddie                |
| Diane Clare       | Heidi Treutler           | Miss Lodge           |
| Diane Holgate     | Claudia Quilling         | Nan Bostock          |
| Ronald Hines      | Manfred Andrae           | P.C. Thurstow        |
| Barry Dean        | Michael Ande             | Ray                  |
| Elsie Wagstaff    | Charlotte Scheier-Herold | Tante Doris          |
| Howard Douglas    | Robert Klupp             | Tierarzt Weaver      |
| Hamilton Dyce     | Werner Heyking           | Vikar                |

1984 nutzte die Rockgruppe Toto die Handlung des Films für ihr Musikvideo Stranger in Town. Das Lied ist auf ihrem Album Isolation zu hören.
1989 verwendeten Russell Labey und Richard Taylor den Film und schrieben das gleichnamige Musical für das National Youth Music Theatre.
Andrew Lloyd Webber und Jim Steinman schufen 1996 eine weitere Musical-Version, Whistle Down the Wind. Höhepunkte sind Vaults of Heaven, Whistle Down the Wind und das Stück No Matter What, das ein sehr erfolgreicher Hit der Gruppe Boyzone wurde.

## Auszeichnungen
Der Film wurde für vier Auszeichnungen der BAFTA (British Academy of Film and Television Arts) nominiert:
- Beste britische Schauspielerin, Hayley Mills
- Bester britischer Film, Bryan Forbes
- Bestes britisches Drehbuch, Keith Waterhouse und Willis Hall
- Bester Film, Bryan Forbes